# Hlaponci
Hlaponci so naselje v Občini Juršinci in ena izmed prvih vasi v Slovenskih goricah.